# Wolfgang Perner
Wolfgang Perner, född 17 september 1967 i Ramsau am Dachstein i Steiermark, död 1 oktober 2019, var en österrikisk skidskytt som tävlade mellan 1991 och 2006.
I världscupen vann Perner två gånger, båda gångerna i Novosibirsk. Den första gången var i distans under säsongen 1991/1992 och andra gången i masstart under säsongen 1996/1997. Perners främsta merit kom när han under OS 2002 tog brons i sprint vilket var den första olympiska medaljen som Österrike vunnit i skidskytte. Perner deltog även under OS 2006 då han och lagkamraten Wolfgang Rottmann stängdes av för dopning.